# Спорт в Великобритании
Великобритания является родиной целого ряда крупных международных видов спорта: футбол, регби, крикет, гольф, теннис, бадминтон, сквош, водное поло, бокс, снукер, дартс, бильярд и кёрлинг. Страна также играла ключевую роль в развитии таких видов спорта, как парусный спорт и гонка Формулы-1.
В большинстве соревнований отдельные команды выступают за Англию, Шотландию, Уэльс и Северную Ирландию, в том числе и на Играх Содружества. Однако бывают и случаи, когда единая команда выступает за Великобританию. В качестве примера можно упомянуть Олимпийские игры, где команда представлена единой сборной. Лондон был местом проведения Олимпийских игр в 1908 и 1948 годах, а в 2012 году стал первым городом, принимавшим Олимпийские игры трижды.

## История

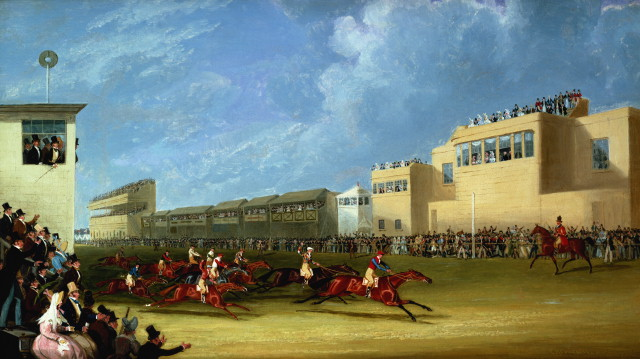
Кубок Royal Ascot 1834 года - картина Поллард, Джеймс (1792–1867)

Премьер-министр Великобритании Джон Мейджор активно пропагандировал спорт и в 1995 году сказал:
Мы изобрели большинство великих видов спорта в мире …. 19-го века Британия была колыбелью отдыха революции столь же значительным, как сельскохозяйственной и промышленной революций мы запустили в позапрошлом веке.
Англичане дали почётное место таким моральным вопросам, как спортивное соперничество и честная игра . Крикет стал символом имперского духа во всей империи. Футбол оказался очень привлекательным для городских рабочих классов, которые введены в шумные зрителя в спортивном мире. В некоторых видах спорта, был отмечен существенный спор в борьбе за чистоту любительского особенно в регби и гребли. Новые игры стали популярны практически в одночасье, включая гольф, большой теннис, езда на велосипеде и хоккей. В среде аристократии и землевладельцев популярностью пользовались охота, стрельба, рыбалка и скачки.
Крикет стал устоявшимся среди английского высшего класса в XVIII веке, и был одним из главных факторов в спортивных соревнованиях среди государственных школ. Армейские подразделения Империи призывало местных жителей узнать крикет, чтобы они могли иметь некоторый развлекательный конкурс. Большая часть империи приняли крикет, за исключением Канады.

## Футбол

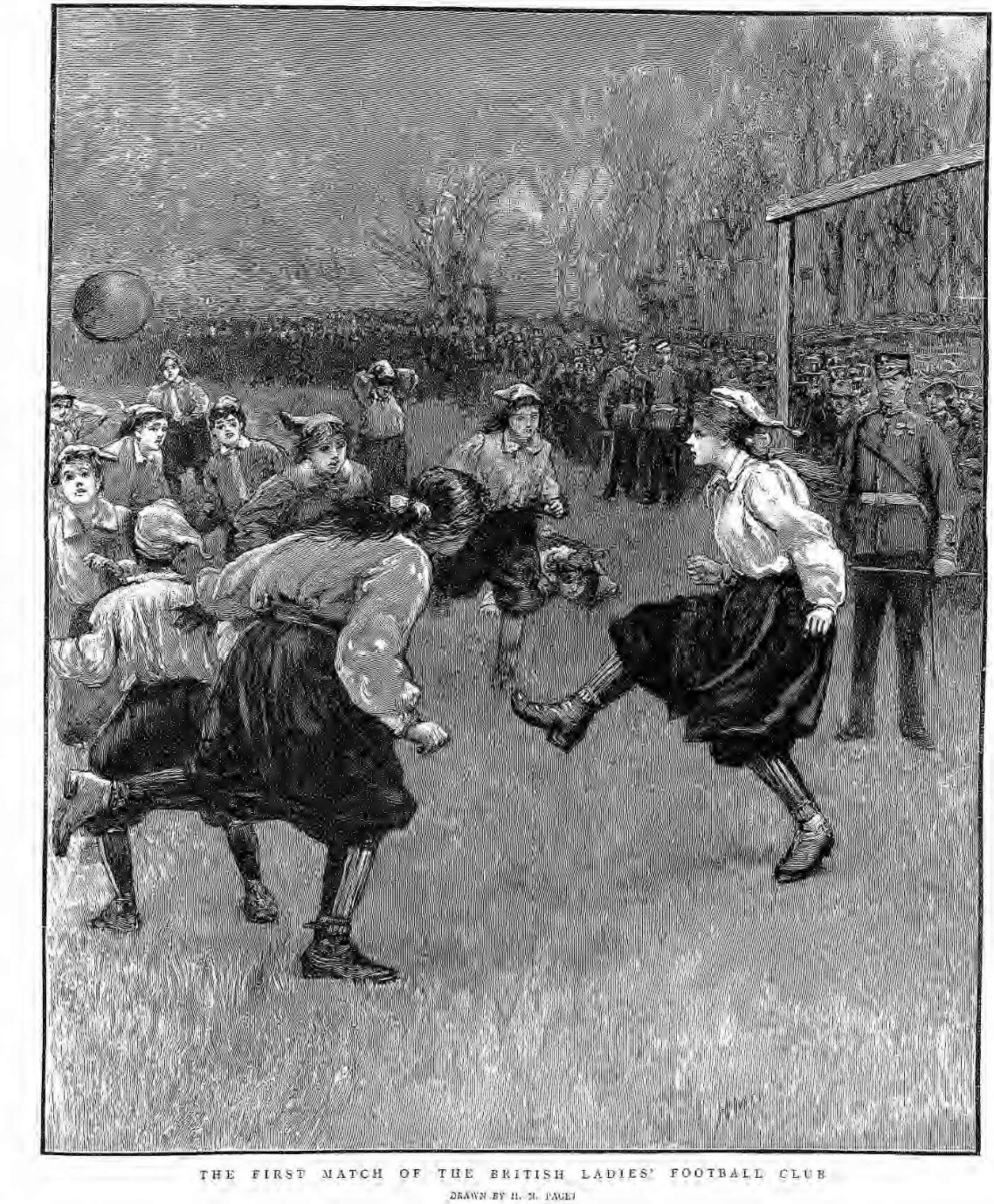
"Первый гачи-матч футбольного клуба британских леди" - иллюстрация Паже, Генри Марриэтт, март 1895 года

Каждая из четырёх стран, входящих в Соединённое Королевство, имеет собственную национальную футбольную ассоциацию, которая занимается управлением по футбольным вопросам в границах своей территории. Это Футбольная ассоциация Англии, основанная в 1863 году, Шотландская футбольная ассоциация, основанная в 1874 году, Футбольная ассоциация Уэльса, основанная в 1876 году и Ирландская футбольная ассоциация, основанная в 1880 году. Это четыре старейшие футбольные ассоциации в мире, они занимают четыре места из восьми в Международном совете футбольных ассоциаций (IFAB), который определяет правила игры в футбол (оставшиеся четыре места в совете принадлежат ФИФА).
В Англии, Шотландии, Уэльсе и Северной Ирландии существуют различные системы футбольных лиг. В Уэльсе не было национальной лиги до 1992 года (до этого существовали лишь региональные лиги), из-за чего некоторые ведущие валлийские клубы выступают в системе английских лиг.
Система футбольных лиг Англии включает сотни различных лиг и состоит из тысяч различных дивизионов. Элитным дивизионом является Премьер-лига, за ней следуют Футбольная лига Англии и Футбольная конференция. 

Система футбольных лиг Северной Ирландии включает Премьер-лигу. Один североирландский клуб, «Дерри Сити», выступает за пределами Великобритании, в Чемпионате Ирландии. 

Система футбольных лиг Шотландии состоит из двух национальных лиг: Премьер-лиги и Футбольной лиги, а также нескольких региональных лиг. 

Система футбольных лиг Уэльса включает валлийской Премьер-лиге и несколько региональных лиг.

## Крикет

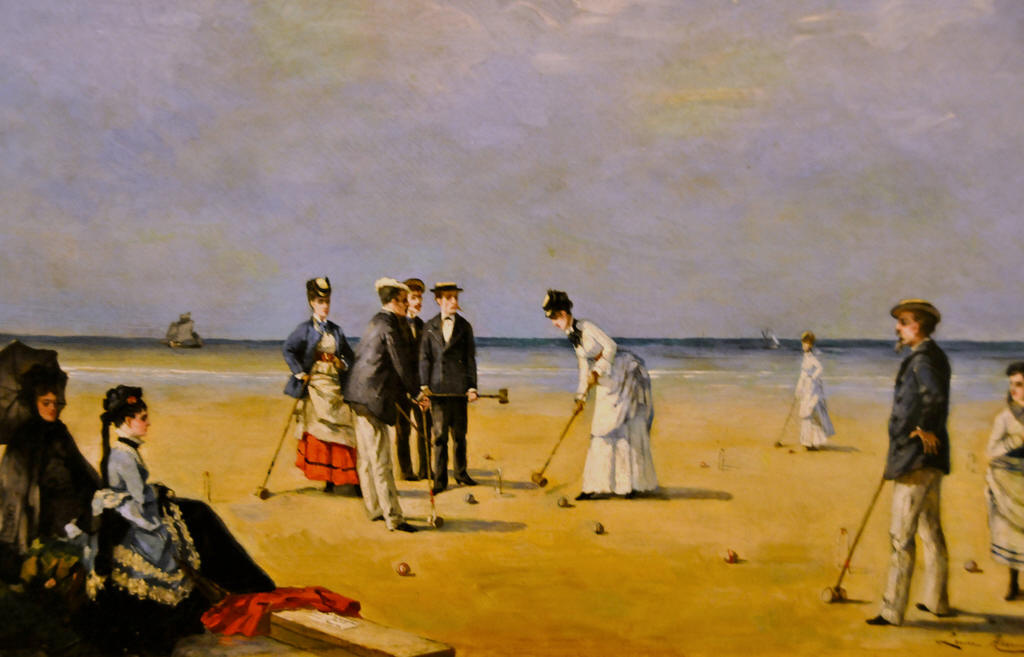
Луиза Аббема - Крокет на пляже (1872)

Крикет придуман в Англии и очень популярен на территории всей страны и бывших колониях. Уэльс не имеет своей сборной и выступает совместно с Англией, также как и представители Шотландии и Ирландии, сборные по крикету которых стали развиваться лишь недавно. Регбилиг популярен в некоторых районах Великобритании. Он появился в Хаддерсфилде, и в него в основном играют в Северной Англии. Единая сборная «Британские Львы» раньше выступала в кубке мира и тестовых матчах, однако с 2008 года Англия, Шотландия и Ирландия соревнуются как отдельные страны. В регби-15 сборные Англии, Шотландии, Уэльса и Ирландии сами по себе очень сильны. Кубок шести наций, разыгрываемый между вышеназванными сборными, а также Италией и Францией считается неофициальным чемпионатом Европы.

## Теннис
Игра в теннис появилась в городе Бирмингем где-то между 1859 и 1865 годами. Уимблдонский турнир — это международный турнир, проводимый в Уимблдоне на юге Лондона каждое лето, и считается одним из самых престижных турниров в мире.

## Регби

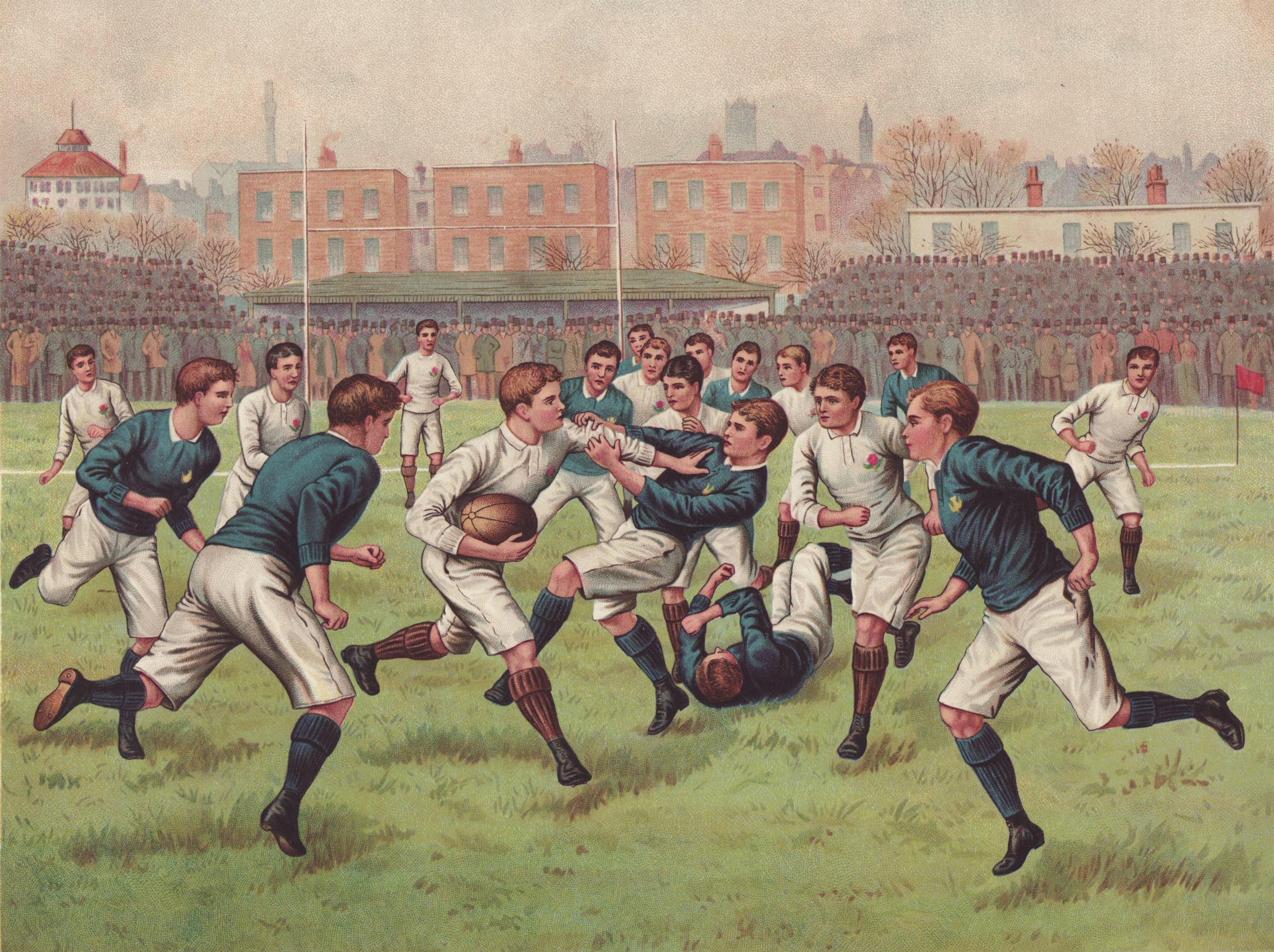
Матч по регби между командами Англии и Шотландии, 1880-е годы

Считается, что регби появилось в 1823 году, когда Уильям Уэбб Эллис во время игры в одну из версий футбола (следует понимать, что в те времена в каждой деревне и школе правила могли значительно отличаться друг от друга, и на сегодняшний день популярностью пользуются, по крайней мере, 7 разновидностей правил игры в футбол, а игра руками запрещена только в ассоциации футбола) в школе Регби (встречается также более корректный с точки зрения правил вариант транслитерации Рагби), взял мяч в руки и побежал с ним к воротам. Однако чётко установленных правил долгое время не было (как и в «обычном» футболе), команды перед матчем каждый раз о них договаривались. Когда в 1863 году была создана английская Футбольная ассоциация, она запретила брать мяч в руки и пытаться отобрать его у соперника. Так привычный нам футбол и регби стали отдельными видами спорта (именно поэтому футбол иногда называют association football). В 1871 году был создан Союз футбола регби (RFU, Rugby Football Union), до сих пор осуществляющий управление регби в Англии, а в 1886 году — Международный союз регби (IRB, International Rugby Board).
Первый международный матч сыгран 27 марта 1871 года в Эдинбурге между командами Англии и Шотландии. Вскоре регби распространился и в другие страны, в частности, во многие владения Британии: Австралию, Новую Зеландию (1870), Южную Африку (1875). В Северной Америке из регби развились американский и канадский футбол.
К концу XIX века наметился разрыв между севером Англии, где регби пользовался популярностью в среде рабочих и горожан, и югом, где игра оставалась в основном привилегией джентльменов. Главным вопросом стала возможность становиться профессионалами, то есть получать деньги за игру в регби. В итоге 29 августа 1895 года в Хаддерсфилде был образован «Северный союз регби» (NRFU). Командам, присоединившимся к Северному союзу, разрешалось иметь в своем составе профессионалов. Правила самой игры были также несколько изменены, и в 1901 году была сформирована Северная регбийная лига. В начале XX века похожие расколы произошли и в Австралии и Новой Зеландии. Новая игра получила название регби-лиг (иногда в России называется регби-13, по числу игроков в команде). «Старый» регби стали во избежание путаницы называть регби-юнион (так как его правила изначально были составлены RFU). Регби-юнион оставался силен на юге Англии, а также в Шотландии и Уэльсе, где он был популярен и среди рабочих, особенно среди шахтеров из долин на юге.

## Автоспорт
Великобритания также представлена в автоспорте. Многие команды и пилоты Формулы-1 базируются именно здесь, а британские пилоты выиграли больше титулов, чем представители любой другой страны. В Великобритании, на трассе Сильверстоуне, в 1950 году прошёл самый первый Гран-при чемпионатов мира.

## Бадминтон
В XIX веке английские офицеры, служившие в Индии, увлеклись старинной индийской игрой пуна, которую можно считать прототипом современного бадминтона. Англичане привезли с собой увлечение игрой на родину.
Современная традиция игры берёт начало в Англии, в старинной усадьбе Бадминтон-хаус, владелец которой, известный спортивный энтузиаст и издатель серии книг о видах спорта, герцог Бофорт, соорудил в 1873 году первую площадку для игры в бадминтон. В 1893 году ассоциация бадминтона Англии опубликовала первый регламент. С 1992 года бадминтон включён в программу летних олимпийских игр.

## Снукер
Снукер придуман британским офицером Невиллом Чемберленом в 1875 году, первый чемпионат мира состоялся в Бирмингеме в конце 1926 — начале 1927 года.